# Yo soy Fulana de Tal
Yo soy Fulana de Tal es una película española dirigida por Pedro Lazaga y estrenada en 1975, basada en la novela homónima de Álvaro de Laiglesia.

## Argumento
Mapi Sánchez (Concha Velasco), es una chica de pueblo que tras llevar una vida sentimental azarosa y desdichada acaba convirtiéndose en profesional de la prostitución.
- Datos: Q9097112